# Rattus nitidus
Rattus nitidus este o specie de rozătoare din familia Muridae. Are un areal de răspândire larg, viețuind în India, Bangladesh (probabil), Nepal, Bhutan, China, Myanmar, Laos, Thailanda și Vietnam. Au fost introduse populații în Indonezia, Palau și Filipine. Fiind o specie comună, Uniunea Internațională pentru Conservarea Naturii a clasificat-o drept specie neamenințată cu dispariția.

## Taxonomie
Specia a fost descrisă pentru prima oară în 1845 de către Brian Houghton Hodgson, un naturalist și etnolog britanic care a lucrat în India și Nepal. I-a acordat acestei specii numele Mus nitidus, dar aceasta a fost mai târziu transferată în genul Rattus. Sunt recunoscute două subspecii: R. n. nitidus și R. n. obsoletus. O cercetare moleculară recentă a arătat că această specie este strâns înrudită cu șobolanul cenușiu (Rattus norvegicus), lucru confirmat și de studii morfologice.

## Descriere
Lungimea capului plus cea a trunchiului este de 160 până la 180 mm. Blana dorsală este brună și moale, iar cea ventrală este albicioasă, fiecare fir de păr având o bază gri. Labele picioarelor sunt albe, labele din spate sunt mai înguste decât la R. norvegicus, iar tălpile au crestături ce îi conferă animalului capacitatea de a se ține mai bine atunci când se cațără.

## Răspândire și habitat
R. nitidus este nativă în Asia de Sud-Est. Arealul său se întinde din nordul Indiei, Bhutan, Nepal și probabil Bangladesh prin sudul, centrul și estul Chinei către sud până în Myanmar, Thailanda, Laos și Vietnam. A fost introdusă în Indonezia, Palau și Filipine. Trăiește în general în păduri deopotrivă primare și secundare, la altitudini de până la aproximativ 2.740 m, dar este o specie adaptabilă și poate fi găsită și în plantații, pe terenuri agricole și pe lângă locuințe umane.

## Stare de conservare
R. nitidus este o specie abundentă și adaptabilă cu un areal foarte larg, care este capabilă să trăiască în diferite medii. Este prezentă în multe arii protejate. Nu au fost identificate amenințări deosebite pentru această specie, iar Uniunea Internațională pentru Conservarea Naturii a clasificat-o drept neamenințată cu dispariția.